# 형벌 포퓰리즘
형벌 포퓰리즘은 강력한 처벌을 주장하여 대중의 지지를 얻으려는 것을 말한다. 참혹한 강력 범죄 발생, 언론의 선정적 보도, 시민들의 분노, 국가의 강경 대응, 안심하는 여론, 비슷한 범죄의 재발이라는 사이클이 반복된다.
주요 정당들이 서로 "범죄에 냉정한 태도"를 보이기를 경쟁하기도 한다. 이것은 일반적으로 범죄가 통제불능에 빠져 있다는 대중의 인식과 괸련되어 있고, 정치인들이 총선거에서, 형 선고 전에 더 많은 범죄자들을 교도소에 구금시키고, 더 긴 형량을 부과할 수 있는 강경한 정책을 내세울 때 나타나는 경향이 있다. 형벌 포퓰리즘은 보통 범죄자에 초점을 맞춘 정의절차에 의해 버려졌거나, 혹은 단순히 잊혀졌다고 믿는 범죄 피해자와 그 대리인들이 사회의 분명한 부분에 느끼는 환멸을 반영한다. 이것은, 범죄를 줄이거나 정의를 추구하기 보다는, 투표에서 이기기 위한 형벌정책의 추구로 이어진다.

## 같이 보기
- 범죄에의 공포